# Gemeindehaus Affoltern am Albis
Mit Gemeindehaus Affoltern am Albis sind das Alte Gemeindehaus (genutzt von 1817 bis 2007) und das Neue Gemeindehaus (eingeweiht am 7. Januar 2006) in Affoltern am Albis gemeint. Sie sind bzw. waren Sitz der Gemeindeverwaltung der politischen Gemeinde Affoltern.

## Altes Gemeindehaus

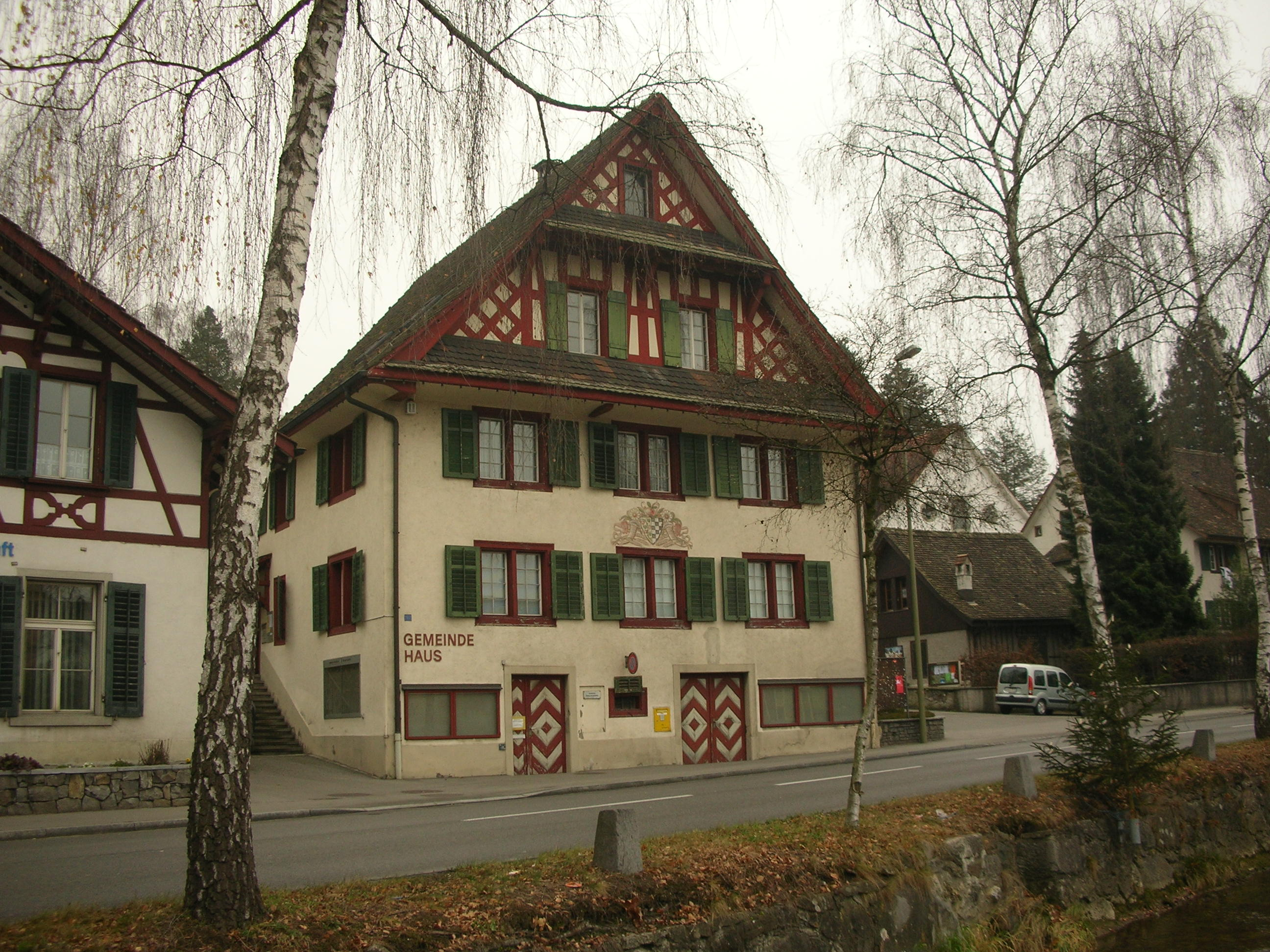
Das alte Gemeindehaus und links das Gebäude der Wasserversorgung

### Lage und Umgebung
Das alte Gemeindehauses steht im Zentrum Unterdorf an der Zürichstrasse 96, die dem Jonenbach entlangführt. Im Norden steht das Haus der Wasserversorgung und das Restaurant/Hotel Central. Im Osten steht das alte Wäschehäuschen der Reformierten Kirche, im Süden das Wohnhaus des Pfarrers.

### Geschichte und Nutzung
Das alte Gemeindehaus wurde 1817 erbaut. Zum Eingang führt seitlich eine Freitreppe aus Sandstein, der Dachstock ist in Fachwerkbauweise ausgeführt.  Zuerst wurde es als Schule genutzt. Das grosse Schulzimmer im Hauptgeschoss nahm die südliche Gebäudehälfte ein. Daneben lag ein kleinerer Unterrichtsraum, darüber eine geräumige, fünfzimmerige Lehrerwohnung. Nach etwa 1900 wurde das Haus als Gemeindehaus genutzt. Wegen Platzmangels wurden manche Abteilungen in gemieteten Wohnungen untergebracht.

## Neues Gemeindehaus

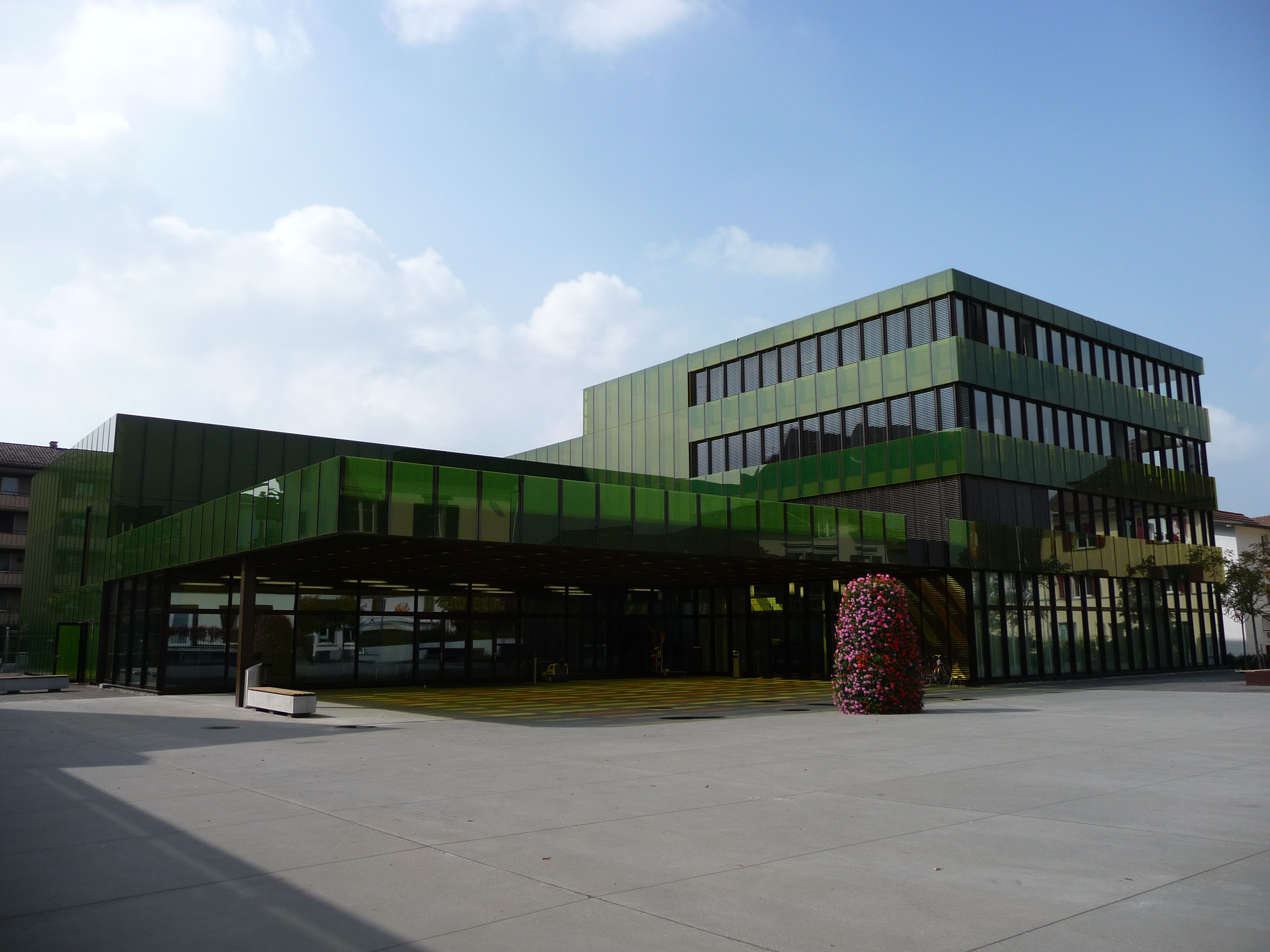
Das Neue Gemeindehaus

### Lage und Umgebung
Das neue Gemeindehaus steht am Marktplatz 1 zwischen dem Strassenviereck Zürichstrasse, Obere Bahnhofsstrasse und äussere Grundstrasse. Der Platz wird an Samstagen als Marktplatz genutzt. Im Nordosten ist das Casino, im Osten die Tiefgarage des Gemeindehauses und der nahegelegenen Geschäften, im Süden vier Wohnblocks und im Westen die äussere Grundstrasse.

### Geschichte und Nutzung
Die Planung dauerte von 2003 bis 2004. Der Bau wurde von der Firma Müller Sigrist Architekten ETH ausgeführt und wurde 2006 abgeschlossen; ein Jahr früher als vorgesehen. Die Baukosten betrugen 23'000'000 Franken.
Mit nichttragenden Leichtbauwänden können verschieden grosse Büroeinheiten einfach erstellt und jederzeit geändert werden. Geheizt wird mit einer eigenen Holzschnitzelheizung. Ein grosser Saal steht für verschiedene Veranstaltungen zur Verfügung.